# Tom Lund (fotbalista)
Tom Arne Lund (* 10. září 1950 Lillestrøm) je bývalý norský fotbalový útočník a později fotbalový trenér. Nastupoval i v norské fotbalové reprezentaci.

## Klubová kariéra
Na klubové úrovni hrál pouze za norský klub Lillestrøm SK, s nímž vyhrál několik domácích trofejí. V roce 1978 se stal se 17 vstřelenými góly nejlepším kanonýrem nejvyšší norské fotbalové ligy.

## Reprezentační kariéra
V A-týmu Norska debutoval 26. 5. 1971 v přátelském utkání v Bergenu proti týmu Islandu (výhra 3:1). Celkem odehrál v letech 1971–1982 za norský národní tým 47 zápasů a vstřelil 12 gólů.

## Trenérská kariéra
Během své trenérské dráhy vedl dvakrát norský klub Lillestrøm SK.